# Collegio di Bristol North East
Bristol North East è un collegio elettorale inglese situato nella città di Bristol e rappresentato alla camera dei Comuni del parlamento del Regno Unito. Elegge un membro del parlamento con il sistema maggioritario a turno unico; l'attuale parlamentare è Damien Egan del Partito Laburista, che rappresenta il collegio dal 2024. 

## Estensione
- 1950-1955: i ward del County Borough of Bristol di District, Eastville, Hillfields e Stapleton;
- 1955-1974: i ward del County Borough of Bristol di District, Eastville, Hillfields e Stapleton, e il distretto urbano di Mangotsfield.
- 1974-1983: i ward del County Borough of Bristol di Easton, Eastville, Hillfields, St Paul, St Philip and Jacob e Stapleton.
- dal 2024: i ward della City di Bristol di Eastville, Frome Vale, Hillfields e Lockleaze, i ward di Kingswood, New Cheltenham and Woodstock della città di Kingswood nel South Gloucestershire e i ward di Staple Hill e Mangotsfield del South Gloucestershire.[1]

## Membri del parlamento
| Elezione | Elezione | Deputato              | Partito               |
| -------- | -------- | --------------------- | --------------------- |
|          | 1950     | William Coldrick      | Laburista Co-Op       |
|          | 1959     | Alan Hopkins          | Conservatore          |
|          | 1966     | Raymond Dobson        | Laburista             |
|          | 1970     | Robert Adley          | Conservatore          |
|          | Feb 1974 | Arthur Palmer         | Laburista Co-Op       |
|          | 1983     | Collegio abolito      | Collegio abolito      |
|          | 2024     | Collegio ri-istituito | Collegio ri-istituito |
|          | 2024     | Damien Egan           | Laburista             |

## Elezioni

### Elezioni negli anni 2020
| Partito                    | Partito                                      | Candidato                  | Risultati 4 luglio 2024 | Risultati 4 luglio 2024 |
| Partito                    | Partito                                      | Candidato                  | Voti                    | %                       |
| -------------------------- | -------------------------------------------- | -------------------------- | ----------------------- | ----------------------- |
|                            | Laburista                                    | Damien Egan                | 19 004                  | 45,26                   |
|                            | Verdi                                        | Lorraine Francis           | 7 837                   | 18,66                   |
|                            | Conservatore                                 | Rose Hulse                 | 6 216                   | 14,80                   |
|                            | Reform UK                                    | Anthony New                | 5 418                   | 12,90                   |
|                            | Lib Dem                                      | Louise Harris              | 1 964                   | 4,68                    |
|                            | Indipendente                                 | Asif Ali                   | 1 029                   | 2,45                    |
|                            | TUSC                                         | Dan Smart                  | 399                     | 0,95                    |
|                            | Social Democratico                           | Tommy Truman               | 122                     | 0,29                    |
|                            |                                              |                            |                         |                         |
| Iscritti                   | Iscritti                                     | Iscritti                   | 70 076                  | 100,00                  |
| ↳ Votanti (% su iscritti)  | ↳ Votanti (% su iscritti)                    | ↳ Votanti (% su iscritti)  | 41 989                  | 59,92                   |
| ↳ Astenuti (% su iscritti) | ↳ Astenuti (% su iscritti)                   | ↳ Astenuti (% su iscritti) | 28 087                  | 40,08                   |
|                            |                                              |                            |                         |                         |
|                            | Esito: collegio a Laburista (nuovo collegio) |                            |                         |                         |